# Тальята
Тальята (итал. Tagliata) — классическое итальянское блюдо из тонко нарезанных кусочков мяса (чаще говядины) со специями. Родом из провинции Пиза, Тоскана.

## История
Впервые блюдо упоминалось в тосканских кухнях, когда пизанский шеф-повар Серджо Лоренци открывал свою первую сеть ресторанов «Sergio». Сообщается, что в этом ресторане была впервые приготовлена «тальята из говядины», а первым создателем этого блюда был Серджо Лоренци. Уже в 1980-х годах «тальяту» готовили во всех тосканских ресторанах, что позволило блюду получить статус известного блюда тосканской кухни. Рецепты видоизменялись и рестораторы не ограничивались лишь говядиной, а подбирали любые куски мяса для «тальяты», от курицы до свинины и рыбы.
Сейчас «тальяту» готовят по всей Италии и в ресторанах всего мира.

## Приготовление
В своей книге Серджо Лоренци рассказывает, что «в основе приготовления настоящей „тальяты“ лежит говядина кианских коров». Шеф-повар говорит, что «блюдо следует подавать на тёплом подносе, украшая фасолью „каннеллини“ и перцем». «Поливать блюдо следует оливковым маслом первого отжима, соком лимона, или несколькими каплями вустерского соуса», советует создатель блюда.
Для приготовления тальяты лучше всего подходит рибай-стейк — подлопаточная часть туши. В ней содержится много жира, что способствует сочности готового мяса. Можно использовать портерхаус-стейк: он разделяется т-образной костью. Как и рибай, он жирный, и также получается сочным. Стейки солят, перчат и обжаривают на раскалённом масле 2-3 минуты с каждой стороны. После чего разрезают на тонкие слайсы. Выкладывают на блюдо, добавляя салат, картофель и черри, поливают взбитым соусом на основе оливкового масла с бальзамическим уксусом и лимонным соком. Подают с пармезаном и розмарином.

## Подача
Блюдо может сочетаться в разных вариантах с рукколой, свёклой, помидорами черри, бататом, белыми грибами в сливочном соусе, маринованным луком, твёрдым сыром, кукурузной полентой, бальзамическим соусом, молодым картофелем и другими гарнирами.